# Coupe d'Angleterre de football 1900-1901
Navigation
Coupe d'Angleterre 1899-1900 Coupe d'Angleterre 1901-1902
La Coupe d'Angleterre de football 1900-1901 est la 30e édition de la Coupe d'Angleterre de football. 
La finale se joue le 20 avril 1901 à Crystal Palace à Londres entre Tottenham Hotspur et Sheffield United. Les deux clubs font match nul 2 à 2, la finale est rejouée le 27 avril à Burnden Park à Bolton, Tottenham s'impose finalement 3 à 1 et remporte son premier titre.

## Compétition

### Quarts de finale
Les quarts de finale ont lieu le 23 mars 1901.
| Équipe 1                | Résultat | Équipe 2             |
| ----------------------- | -------- | -------------------- |
| Reading                 | 1 – 1    | Tottenham Hotspur    |
| Wolverhampton Wanderers | 0 - 4    | Sheffield United     |
| Middlesbrough           | 0 - 1    | West Bromwich Albion |
| Small Heath             | 0 - 0    | Aston Villa          |

Matchs d'appui le 27 mars 1901.
| Équipe 1          | Résultat | Équipe 2    |
| ----------------- | -------- | ----------- |
| Tottenham Hotspur | 3 - 0    | Reading     |
| Aston Villa       | 1 - 0    | Small Heath |

### Demi-finales
Les demi finales ont lieu le 6 et 8 avril 1901.
| Équipe 1          | Résultat | Équipe 2             |
| ----------------- | -------- | -------------------- |
| Sheffield United  | 2 – 2    | Aston Villa          |
| Tottenham Hotspur | 4 - 0    | West Bromwich Albion |

Match d'appui le 11 avril 1901.
| Équipe 1         | Résultat | Équipe 2    |
| ---------------- | -------- | ----------- |
| Sheffield United | 3 – 0    | Aston Villa |

### Finale
| Finale de la Coupe d'Angleterre 1900-1901. | Tottenham Hotspur | 2 – 2   | Sheffield United | Crystal Palace à Londres |                       |
| 20 avril 1901                              |                   | (1 – 1) |                  | Spectateurs : 110 820    | Spectateurs : 110 820 |

Match d'appui :
| Finale de la Coupe d'Angleterre 1900-1901. | Tottenham Hotspur | 3 – 1   | Sheffield United | Burnden Park à Bolton |                      |
| 27 avril 1901                              |                   | (0 – 1) |                  | Spectateurs : 20 470  | Spectateurs : 20 470 |